# Ceal Floyer
Ceal Floyer (* 1968 in Karatschi) ist eine pakistanisch-britische Konzeptkünstlerin, die in Berlin lebt und arbeitet.

## Leben
Floyer studierte zunächst ab 1990 in London an der School of Art and Design und anschließend von 1991 bis 1994 am Goldsmiths, University of London. 1997 ermöglichte ihr ein Phillip-Morris-Stipendium den Aufenthalt im Künstlerhaus Bethanien.
Sie arbeitet häufig mit Projektionen, Objekten, Sound oder Performance. Bei der Arbeit Light Switch (1992) handelt es sich um einen Projektor, der ein Dia mit der Fotografie eines gewöhnlichen Lichtschalters, auf die Wand neben einer Tür projiziert. Bucket 1999, Til I get it right (2005), ist eine Sound-Arbeit, die sich auf den gleichnamigen Song von Tammy Wynette bezieht.

## Ausstellungen (Auswahl)

### Einzelausstellungen
- 2014: Ceal Floyer, Museion (Bozen), Bozen
- 2015: Ceal Floyer, Kunstmuseum Bonn, Bonn
- 2016: On Occasion, Aargauer Kunsthaus, Aarau
- 2017: Ceal Floyer, 303 Gallery, New York
- 2018: Ceal Floyer, Lisson Gallery, London

### Gruppenausstellungen
- 2009: 53. Biennale di Venezia, Venedig
- 2012: dOCUMENTA (13), Kassel
- 2014: Unendlicher Spass / Infinite Jest, Schirn Kunsthalle Frankfurt, Frankfurt
- 2015: More Konzeption Conception Now, Schloss Morsbroich, Leverkusen
- 2016: Manifesta 11, Zürich
- 2017: moving is in every direction, Hamburger Bahnhof – Museum für Gegenwart, Berlin
- 2018: Anders, Kunstmuseum Bremerhaven, Bremerhaven

## Auszeichnungen (Auswahl)
- 2002: Paul Hamlyn Award, London
- 2007: Preis der Nationalgalerie für junge Kunst, Berlin
- 2009: Nam June Paik Award